# Penda
Vous lisez un « bon article » labellisé en 2018.
Penda (mort le 15 novembre 655) est un roi de Mercie de la première moitié du VIIe siècle.
Le règne de Penda, qui commence à une date incertaine, est marqué par de nombreuses campagnes militaires contre les peuples voisins. Il s'attaque avec succès aux Saxons de l'Ouest et aux Angles de l'Est, mais c'est face aux Northumbriens qu'il remporte ses plus grandes victoires, à Hatfield Chase contre Edwin en 633, puis à Maserfield contre Oswald en 642. Il est alors le plus puissant monarque de Grande-Bretagne, et son royaume s'étend d'un bout à l'autre des Midlands. Il trouve la mort au combat à la bataille de la Winwæd face à Oswiu, le successeur d'Oswald.
Principalement connu grâce à l'Histoire ecclésiastique du peuple anglais de Bède le Vénérable, où il joue un rôle d'antagoniste face aux rois chrétiens de Northumbrie, Penda est le premier grand roi guerrier de Mercie, préfigurant la suprématie mercienne du VIIIe siècle. Il est également le dernier grand monarque anglo-saxon païen. Bien qu'il accepte la présence de missionnaires dans son royaume, la christianisation des Midlands ne débute réellement que sous le règne de ses fils Wulfhere et Æthelred.

## Sources
L'histoire de la Mercie avant le règne de Penda est très mal connue, faute de sources centrées sur ce royaume. Même si l'on y trouve des informations relatives à la Mercie et à Penda lui-même, l'Histoire ecclésiastique du peuple anglais de Bède le Vénérable, achevée en 731, s'intéresse avant tout à la Northumbrie, tandis que la Chronique anglo-saxonne, compilée au IXe siècle, se focalise sur le Wessex. Ces sources ne sont pas dénuées de biais : Bède, moine originaire de Northumbrie, brosse un portrait très négatif du Mercien païen qu'était Penda, au point qu'il a pu être décrit comme « le grand méchant du troisième livre [de l’Histoire ecclésiastique] de Bède ». Les sources provenant d'autres peuples que les Anglo-Saxons offrent un point de vue différent sur Penda et son règne. Il apparaît notamment dans l'Historia Brittonum et les Annales Cambriæ, deux textes d'origine galloise qui datent d'une période tardive, entre le IXe et le XIe siècle,.
La chronologie du règne de Penda est complexifiée par des problèmes de comput. En 1934, l'historien Reginald Lane Poole avance dans son livre Studies in Chronology and History la théorie selon laquelle les années de Bède débutent au mois de septembre, entraînant un décalage d'une année pour certains événements dont il donne la date dans son Histoire ecclésiastique. Frank Stenton adopte cette théorie dans son livre de référence Anglo-Saxon England et modifie les dates de Bède en conséquence : il date ainsi la bataille de Hatfield Chase du 12 octobre 632 et non 633. En revanche, d'autres historiens considèrent que Bède faisait débuter ses années le 25 décembre ou le 1er janvier, et reprennent donc ses dates telles quelles. D. P. Kirby propose une autre théorie : les dates de Bède seraient en réalité en retard d'une année, et la bataille de Hatfield Chase aurait donc eu lieu en 634. La même incertitude règne pour les batailles de Maserfield (641, 642 ou 643) et de la Winwæd (654, 655 ou 656). Cet article reprend les dates données par Bède.

## Contexte: l'Angleterre au début duVIIesiècle

Carte des peuples anglo-saxons vers l'an 600.

Au début du VIIe siècle, le Sud et l'Est de l'Angleterre sont presque entièrement aux mains des Anglo-Saxons. Ces envahisseurs germaniques, issus des Angles, des Saxons, des Jutes et des Frisons, entre autres, sont arrivés au cours du Ve siècle et ont rapidement fondé des royaumes sur les terres prises aux autochtones bretons.
La fin du VIe siècle voit l'établissement des premières dynasties royales. Æthelberht de Kent épouse la princesse mérovingienne Berthe, fille du roi Caribert, dans les années 580, et ses troupes sont repoussées par le roi des Saxons de l'Ouest Ceawlin vers 590. Au nord du Humber, deux dynasties rivales règnent sur les royaumes de Deira et de Bernicie. Le roi Ælle de Deira meurt vers l'an 600, et quatre ou cinq ans plus tard, son royaume est conquis par Æthelfrith de Bernicie, qui devient ainsi le premier souverain de la future Northumbrie. Après la conquête, Æthelfrith épouse la fille d'Ælle, Acha, tandis que le prince Edwin, fils d'Ælle et rival potentiel d'Æthelfrith, est contraint à l'exil.
La fondation du royaume de Mercie, qui occupe la région des Midlands, est moins bien attestée que d'autres. D'après les chroniqueurs postérieurs à la conquête normande, le premier roi de Mercie est Creoda, qui monte sur le trône en 585, auquel succèdent Pybba, Cearl, et enfin Penda, qui serait monté sur le trône en 610. Les dates données par ces chroniqueurs sont invérifiables et douteuses, mais les noms de ces rois sont également attestés dans des sources plus anciennes : Pybba et Creoda apparaissent comme père et grand-père de Penda dans plusieurs tables généalogiques qui font remonter la lignée royale jusqu'au dieu Woden, tandis que Cearl est le premier roi de Mercie mentionné par Bède le Vénérable. La position de Cearl vis-à-vis de la lignée de Creoda est incertaine. Il est possible qu'un ou plusieurs rois aient régné entre lui et Penda.

## Biographie

### Avènement
Les sources offrent plusieurs dates contradictoires de l'avènement de Penda : 610, 626, 633 et 642. La première, proposée par les chroniqueurs des XIIe et XIIIe siècles, est trop reculée dans le temps pour être acceptable.
La Chronique anglo-saxonne relate l'avènement de Penda dans son entrée pour l'année 626, précisant qu'il était alors âgé de cinquante ans et lui attribuant trente années de règne. Néanmoins, il est peu plausible qu'il soit mort sur le champ de bataille à l'âge de quatre-vingts ans en laissant deux jeunes fils derrière lui. Une interprétation possible de ce passage problématique consiste à supposer une erreur de formulation : le scribe aurait voulu dire que Penda est mort à l'âge de cinquante ans, et donc qu'il était âgé d'une vingtaine d'années en 626.
D'après Bède, Penda, « un homme des plus belliqueux, de la race royale des Merciens », règne pendant vingt-deux ans à partir de la bataille de Hatfield Chase, en 633. Enfin, les annales de l'Historia Brittonum attribuent à Penda un règne de seulement dix ans, apparemment en prenant pour point de départ la bataille de Maserfield, en 642, où son frère Eowa trouve la mort. Cette datation est peut-être à rapprocher de l'affirmation de Bède selon laquelle Penda connaît des « fortunes diverses » durant son règne : Maserfield pourrait marquer son retour au pouvoir après une période où le pouvoir aurait été détenu par Eowa.
Nicholas Brooks remarque que les trois dernières dates proviennent de trois sources différentes : une northumbrienne (Bède), une saxonne (la Chronique) et une galloise (l'Historia). Il est possible qu'elles correspondent simplement au premier contact militaire entre Penda et chacun de ces trois peuples.

### Lutte contre le Wessex (628)

Les campagnes de Penda.

La Chronique anglo-saxonne rapporte une bataille entre Penda et les Saxons de l'Ouest, menés par leurs rois Cynegils et Cwichelm, à Cirencester en 628. Les deux parties auraient conclu un traité à l'issue de l'affrontement. Ce texte prête à des interprétations différentes selon la date retenue pour l'avènement de Penda. S'il n'est pas encore roi en 628, il serait alors un seigneur de guerre indépendant, « un rejeton de la maison royale mercienne dépourvu de terres et combattant pour son seul profit ». Une autre hypothèse fait de lui un roitelet mercien parmi d'autres. Les termes du traité entre Penda et les Saxons sont inconnus, mais il est possible que le premier se soit vu céder Cirencester et la basse vallée de la Severn, des régions conquises par les Saxons sur les Bretons en 577. Cette région est par la suite rattachée au domaine des Hwicce, un peuple soumis aux Merciens, et certains historiens voient en Penda le fondateur du royaume des Hwicce, même si rien ne permet de l'affirmer,.

### Alliance avec Cadwallon et victoire à Hatfield Chase (633)
À la fin des années 620 ou au début des années 630, le roi de Gwynedd Cadwallon ap Cadfan se retrouve en conflit avec le plus puissant des souverains anglo-saxons de l'époque : Edwin de Northumbrie. Il semble avoir subi plusieurs revers avant de s'allier à Penda pour vaincre les Northumbriens à la bataille de Hatfield Chase, le 12 ou le 14 octobre 633. Penda est probablement le partenaire mineur de cette alliance. Edwin trouve la mort durant la bataille, et l'un de ses fils, Eanfrith, tombe aux mains de Penda.
D'après le manuscrit E de la Chronique anglo-saxonne, Cadwallon et Penda ravagent « le pays [des Northumbriens] tout entier » après leur victoire à Hatfield Chase. Cadwallon poursuit assurément la guerre, mais la participation de Penda est moins certaine. Bède rapporte que les « païens » (vraisemblablement une référence aux Merciens, à moins qu'il ne s'agisse d'une pique destinée aux Gallois, chrétiens mais ennemis de son royaume) qui ont tué Edwin incendient l'église et la ville de Campodunum, mais il est difficile de dater cet événement. Il est possible que Penda se soit retiré du conflit avant la défaite et la mort de Cadwallon à la bataille de Heavenfield, dans l'année qui suit Hatfield Chase, à laquelle il ne participe pas. Bède ne mentionne pas non plus sa présence durant l'affrontement où Oswine de Deira, l'un des successeurs d'Edwin, trouve la mort. Si, comme l'affirme Bède, Hatfield Chase a permis à Penda de monter sur le trône de Mercie, il peut s'être tenu à l'écart du conflit entre Gallois et Northumbriens afin d'affermir son emprise sur son propre royaume.
L'historien D. P. Kirby décrit l'émergence de Penda comme celle d'« un chef mercien dont les exploits militaires transcendent de loin ceux de ses obscurs prédécesseurs ».

### Penda et Oswald (634-642)
Oswald de Bernicie devient roi de Northumbrie après sa victoire sur Cadwallon à Heavenfield. Le statut et les activités de Penda à l'époque d'Oswald sont mal connus et peuvent être interprétés de diverses manières. Il est possible qu'il ait reconnu l'autorité d'Oswald d'une manière ou d'une autre, même si l'absence de percée du christianisme bernicien dans les Midlands suggère qu'il reste un obstacle à la suprématie northumbrienne au sud du Humber. D'après Kirby, la situation d'Oswald est moins bonne que celle d'Edwin, car Penda constitue une menace importante. C'est peut-être pour circonvenir Penda qu'Oswald se tourne vers une alliance avec les Saxons de l'Ouest. Néanmoins, il est possible que les succès ultérieurs de Penda conduisent à le voir comme plus puissant qu'il ne l'était réellement.
C'est sous le règne d'Oswald que Penda fait exécuter Eadfrith, le fils d'Edwin, qui était son prisonnier depuis Hatfield Chase. Ce meurtre pourrait avoir été commis à l'instigation d'Oswald, pour qui Eadfrith est un rival potentiel, d'autant que Penda se prive ainsi d'un moyen potentiel de susciter des troubles en Northumbrie. Il pourrait néanmoins avoir eu de bonnes raisons d'agir ainsi, comme la crainte qu'Eadfrith ne cherche à venger son père, ou même de possibles querelles dynastiques purement merciennes : Eadfrith est en effet par sa mère le petit-fils de Cearl, le prédécesseur de Penda.
La campagne de Penda contre les Angles de l'Est prend également place vers cette période. Elle est difficile à dater avec précision : peut-être dès 635, même si des éléments suggèrent qu'elle n'a pu avoir lieu avant 640 ou 641. Les Angles de l'Est sont menés par leur roi Ecgric, ainsi que par son prédécesseur Sigeberht, tiré du monastère où il s'était retiré contre sa volonté dans l'espoir que sa présence motive les soldats. Tous deux trouvent la mort contre Penda. Cette nouvelle victoire mercienne a pu convaincre Oswald de la nécessité de vaincre Penda pour préserver l'hégémonie northumbrienne sur le Sud de l'Angleterre.
L’Historia Brittonum et les Annales Cambriæ indiquent qu'Eowa, le frère de Penda, était également roi à l'époque de Maserfield. La nature des relations entre les deux frères avant la bataille est inconnue. Eowa n'était peut-être qu'un simple sous-roi soumis à Penda, mais il est aussi possible qu'ils aient régné ensemble jusqu'au début des années 640. De tels cas de royauté conjointe sont fréquents chez les Anglo-Saxons. Nicholas Brooks suggère qu'Eowa ait régné sur les Merciens en tant qu'allié ou vassal d'Oswald en profitant d'une baisse momentanée de pouvoir de Penda : Bède affirme en effet que la chance de Penda a connu des hauts et des bas durant ses vingt-deux années de règne.

### La victoire de Maserfield (642)

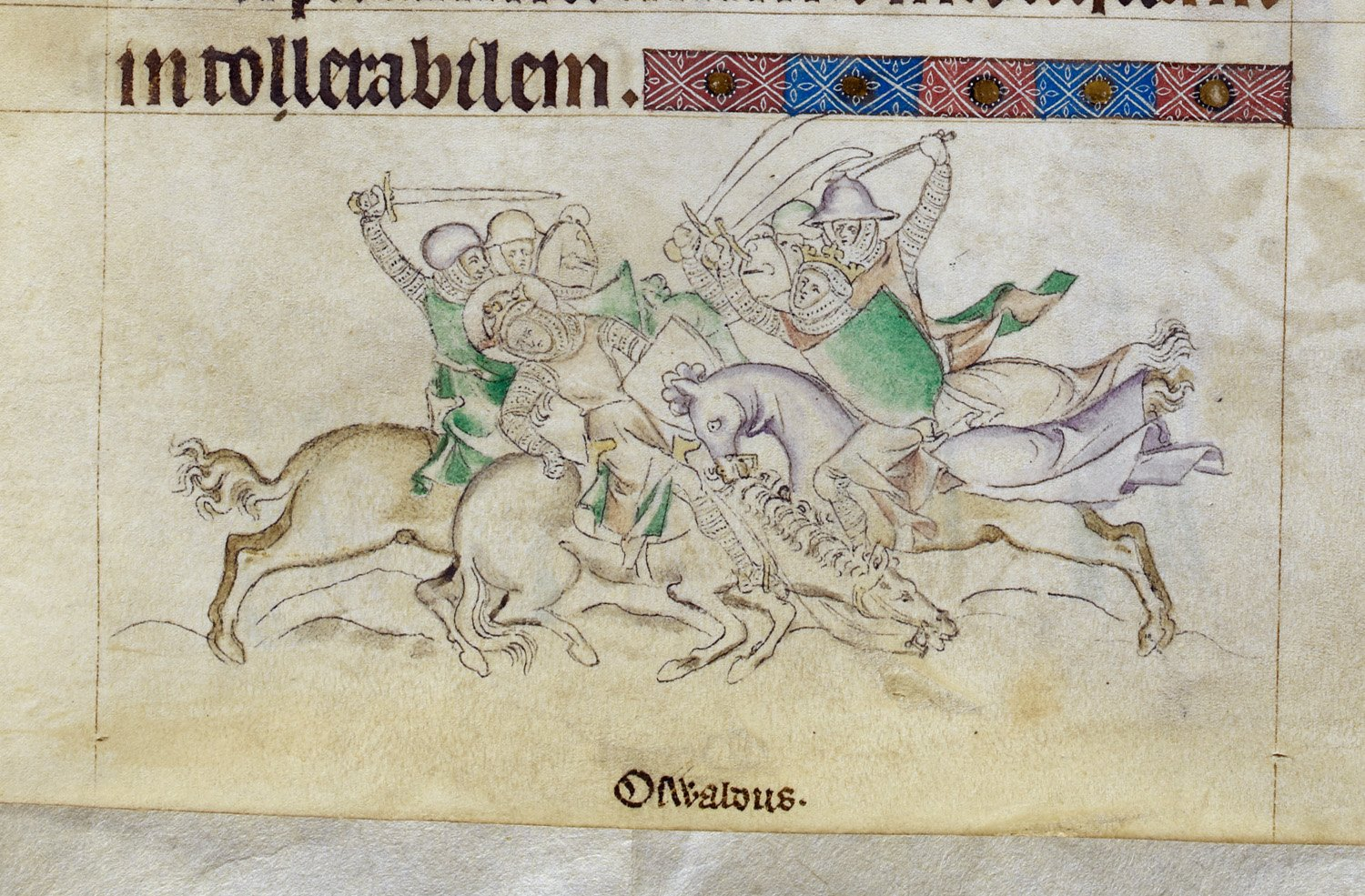
Combat entre Penda et Oswald, détail d'un bas de page du psautier de la reine Marie, vers 1310-1320, British Library, f.259r.

Le 5 août 642, Penda remporte une victoire décisive sur Oswald de Northumbrie à la bataille de Maserfield. Les sources galloises suggèrent qu'il était allié au royaume de Powys, dont notamment le prince Cynddylan ap Cyndrwyn. Le site de Maserfield est généralement situé à Oswestry, dans le Shropshire, ce qui suggère qu'Oswald était en train d'envahir le royaume de Penda. Il pourrait avoir voulu briser l'alliance entre Penda et le Powys. Dans sa Vita sancti Oswaldi, l'hagiographie du XIIe siècle Reginald de Durham affirme que Penda avait fui au pays de Galles, à la suite de quoi Oswald aurait renvoyé son armée, se croyant en sécurité. Bien qu'elle soit plausible, cette version des faits n'apparaît dans aucune autre source et pourrait être une invention de Reginald,.
L’Historia Brittonum fait peut-être également référence à cette bataille lorsqu'elle déclare que Penda libéra (separavit) le premier les Merciens des Northumbriens. Il s'agit peut-être d'un indice important quant à la relation entre les Merciens et les Northumbriens avant et durant le règne de Penda : Kirby propose qu'il ait existé une « confédération humbérienne » à laquelle auraient appartenu les Merciens jusqu'à ce que Penda les en affranchisse. Néanmoins, le mariage d'Edwin avec une fille de Cearl suggère que ce dernier n'était pas soumis à Æthelfrith.
Bède rapporte que le corps d'Oswald, tué sur le champ de bataille, est démembré sur ordre de Penda et que sa tête, ses mains et ses bras sont fichés sur des piques. Il pourrait s'agir d'une forme d'offrande sacrificielle liée au paganisme de Penda. 
Quoi qu'il en soit, ce dernier ressort de Maserfield plus puissant qu'aucun de ses prédécesseurs. La Northumbrie se retrouve quant à elle très affaiblie et de nouveau divisée : Oswine devient roi de Deira, tandis que le frère d'Oswald, Oswiu, monte sur le trône de Bernicie.

### Campagnes et conquêtes ultérieures (642-655)

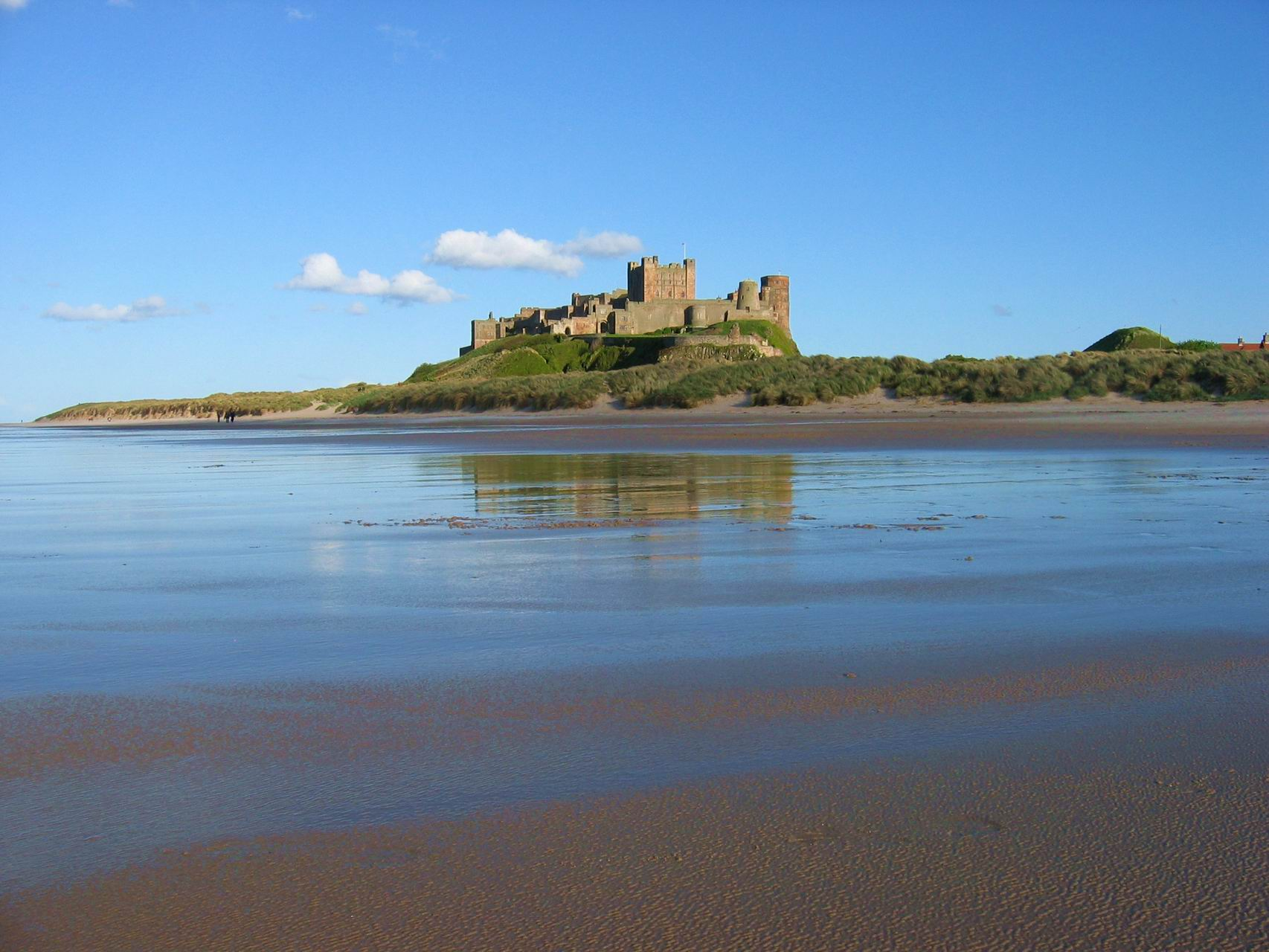
Le château de Bamburgh.

Dans les années qui suivent Maserfield, Penda affronte avec succès Oswiu de Bernicie sur son propre territoire. D'après Bède, il ravage la Northumbrie et met le siège devant le château de Bamburgh avant la mort de l'évêque Aidan de Lindisfarne, survenue le 31 août 651. Incapables de s'emparer de Bamburgh, les Merciens tentent d'incendier le château, mais Bède rapporte que les flammes sont repoussées par une intervention divine suscitée par les prières d'Aidan. Il mentionne une deuxième offensive mercienne quelques années plus tard, après la mort d'Aidan, et rapporte un autre miracle : le bâton de l'évêque n'aurait pas été détruit lors de l'incendie par les Merciens de l'église où il se trouvait. Malgré ces deux campagnes, aucune bataille rangée n'oppose les deux peuples avant celle de la Winwæd, en 655. Oswiu craint peut-être d'affronter un adversaire supérieur en nombre, à moins que les victoires répétées de Penda n'aient conféré à ce dernier l'aura d'un « roi-guerrier protégé des dieux », des dieux païens qui apparaissent plus efficaces que le Dieu chrétien en temps de guerre.
Malgré ces épisodes guerriers, les relations entre Penda et Oswiu ne semblent pas avoir été exclusivement hostiles durant cette période. En effet, Cyneburh, fille de Penda, se marie avec le fils d'Oswiu, Alhfrith, tandis que le fils de Penda, Peada, épouse Alhflæd, la fille d'Oswiu. D'après Bède, qui date ces événements de 653, Peada doit recevoir le baptême pour obtenir la main d'Alhflæd, ce à quoi il consent. Penda tolère également la présence de missionnaires dans son royaume, bien qu'il n'embrasse jamais la foi chrétienne.
Les conséquences de la bataille de Maserfield se font également sentir dans le Sud. Le nouveau roi des Saxons du Sud, le païen Cenwalh, monté sur le trône vers 642, épouse la sœur de Penda, ce qui suggère que l'influence northumbrienne sur son royaume a laissé place à une influence mercienne. D'après Bède, Cenwalh est chassé de son royaume par Penda après avoir répudié sa sœur pour prendre une autre femme. Il se réfugie chez les Angles de l'Est et y reste trois années avant de reprendre le pouvoir au Wessex. On ignore qui gouverne le Wessex durant l'exil de Cenwealh, mais il s'agit vraisemblablement d'un individu soumis à Penda.
En 654, le roi des Angles de l'Est Anna, celui-là même qui a accueilli Cenwalh, meurt au combat contre Penda près de Blythburgh, dans le Suffolk. Son frère Æthelhere lui succède, peut-être à l'instigation de Penda, car on sait qu'Æthelhere participe à son ultime campagne contre la Bernicie. Les guerres de Penda contre l'Est-Anglie sont peut-être à envisager dans le cadre de luttes intestines, à moins qu'il n'ait voulu ainsi s'assurer le contrôle des Angles du Milieu. Il place son fils Peada à la tête de ce peuple, qui reste dès lors définitivement acquis à la Mercie.
C'est probablement sous le règne de Penda que la partie occidentale des Midlands est rattachée au royaume de Mercie. Le peuple des Magonsæte, qui occupe la région de Hereford, est alors gouverné par un certain Merewalh, dont des sources ultérieures font un fils de Penda. Son cas serait alors similaire à celui de Peada : un fils du roi placé par ce dernier à la tête d'un peuple vassal. Il est également possible que Merewalh soit le représentant d'une dynastie locale resté en place comme vassal de Penda.

### Défaite et mort à la Winwæd (655)
En 655, Penda envahit la Bernicie avec une grande armée, forte de trente légions, avec trente « chefs de guerre », parmi lesquels Cadafael ap Cynfeddw de Gwynedd et Æthelhere d'Est-Anglie. Penda bénéficie également du soutien du neveu d'Oswiu, Œthelwald, fils d'Oswald de Northumbrie (tué lors de la bataille de Maserfield en affrontant le roi Penda) et successeur d'Oswine de Deira (assassiné sur ordre d'Oswiu en 651) à la tête du royaume de Deira. Bède affirme que ce dernier sert de guide à Penda durant l'invasion.
Les causes de cette guerre sont incertaines. Un passage ambigu de Bède suggère qu'Æthelhere en est à l'origine, mais les manuscrits ultérieurs contiennent peut-être une erreur de ponctuation, auquel cas ce serait Penda le responsable. Si, d'après Bède, Penda tolère le prêche chrétien en Mercie, Higham suggère qu'il considère le soutien bernicien au christianisme en Mercie et en Moyenne Anglie comme une forme de « colonialisme religieux » qui sape son autorité, et c'est peut-être ce qui déclenche les hostilités. D'autres ont suggéré que Penda cherche à empêcher Oswiu de rendre à la Northumbrie son unité et sa puissance. La rivalité entre la Bernicie et le Deira pourrait expliquer pourquoi Œthelwald n'hésite pas à s'allier aux meurtriers de son père : peut-être cherche-t-il à s'assurer le trône de Bernicie pour lui-même.
D'après l’Historia Brittonum, Penda assiège Oswiu dans Iudeu, c'est-à-dire Stirling, au nord du royaume d'Oswiu. Oswiu aurait tenté d'acheter la paix en offrant un trésor à Penda, qui le distribue à ses alliés celtes. Bède affirme que Penda rejette simplement l'offre, « car il avait décidé de détruire ce peuple et d'en exterminer tous les habitants, du plus petit au plus grand ». Par ailleurs, le fils d'Oswiu, Ecgfrith, est retenu en otage « dans la province des Merciens, à la cour de la reine Cynewise », peut-être dans le cadre de négociations. Cette mention constitue la seule trace de l'épouse de Penda, qui est vraisemblablement, mais pas certainement, la mère de ses enfants.

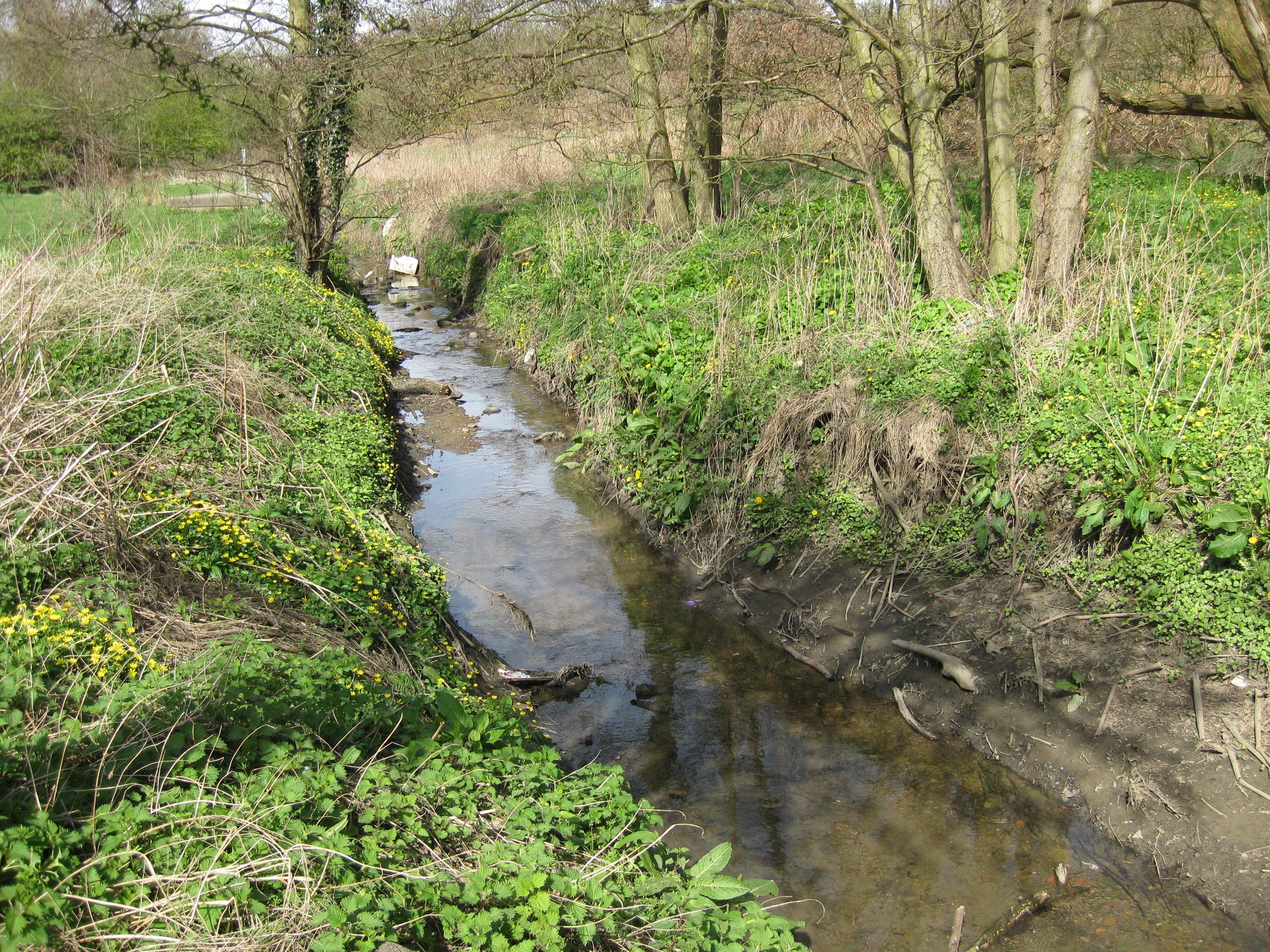
La Cock Beck près de Leeds.

Il semble que l'armée de Penda ait alors fait demi-tour vers le sud, peut-être pour rentrer au pays, mais une grande bataille se déroule le 15 novembre (selon Bède) près de la rivière Winwæd, dans la région de Loidis (en), peut-être aux alentours de l'actuelle Leeds. La Winwaed n'est pas identifiée à un cours d'eau actuel, mais il pourrait s'agir d'un affluent du Humber. Il y a de bonnes raisons de croire qu'il s'agit de la rivière actuellement appelée Cock Beck (en), dans l'ancien royaume d'Elmet. La Cock Beck se fraie un chemin à travers les Pendas Fields (en), dans la banlieue de Leeds, près d'une ancienne source appelée Pen Well, avant de se jeter dans la Wharfe. La Winwæd pourrait également désigner l'actuelle Went, affluent du Don, située au nord de l'actuelle Doncaster. Il est envisageable que l'armée de Penda, très supérieure en nombre à celle d'Oswiu d'après Bède, soit attaquée en un endroit où elle est stratégiquement vulnérable.
Les troupes merciennes sont également affaiblies par des désertions. D'après l’Historia Brittonum, Cadafael de Gwynedd s'enfuit avec ses troupes au beau milieu de la nuit, gagnant ainsi le surnom de Cadomedd (« déserteur »), tandis que d'après Bède, Œthelwald de Deira, allié de Penda de Mercie contre son oncle Oswiu, reste en retrait lors de la bataille pour en attendre l'issue. C'est peut-être parce que l'armée de Penda est sur le chemin du retour que certains de ses alliés refusent ainsi le combat. Il est également possible que leurs buts divergent, et que certains soient rentrés insatisfaits de l'engagement à Iudeu.
En cette saison où le flot de la Winwæd est gonflé par les pluies, les Merciens subissent une défaite cuisante. Penda laisse la vie sur le champ de bataille, tout comme la plupart de ses trente « chefs de guerre », parmi lesquels Æthelhere. Selon Bède, la plupart des victimes trouvent la mort en se noyant dans la rivière plutôt qu'au combat. Il affirme aussi que Penda est décapité, peut-être en écho du traitement subi par le corps d'Oswald à Maserfield.

## Postérité

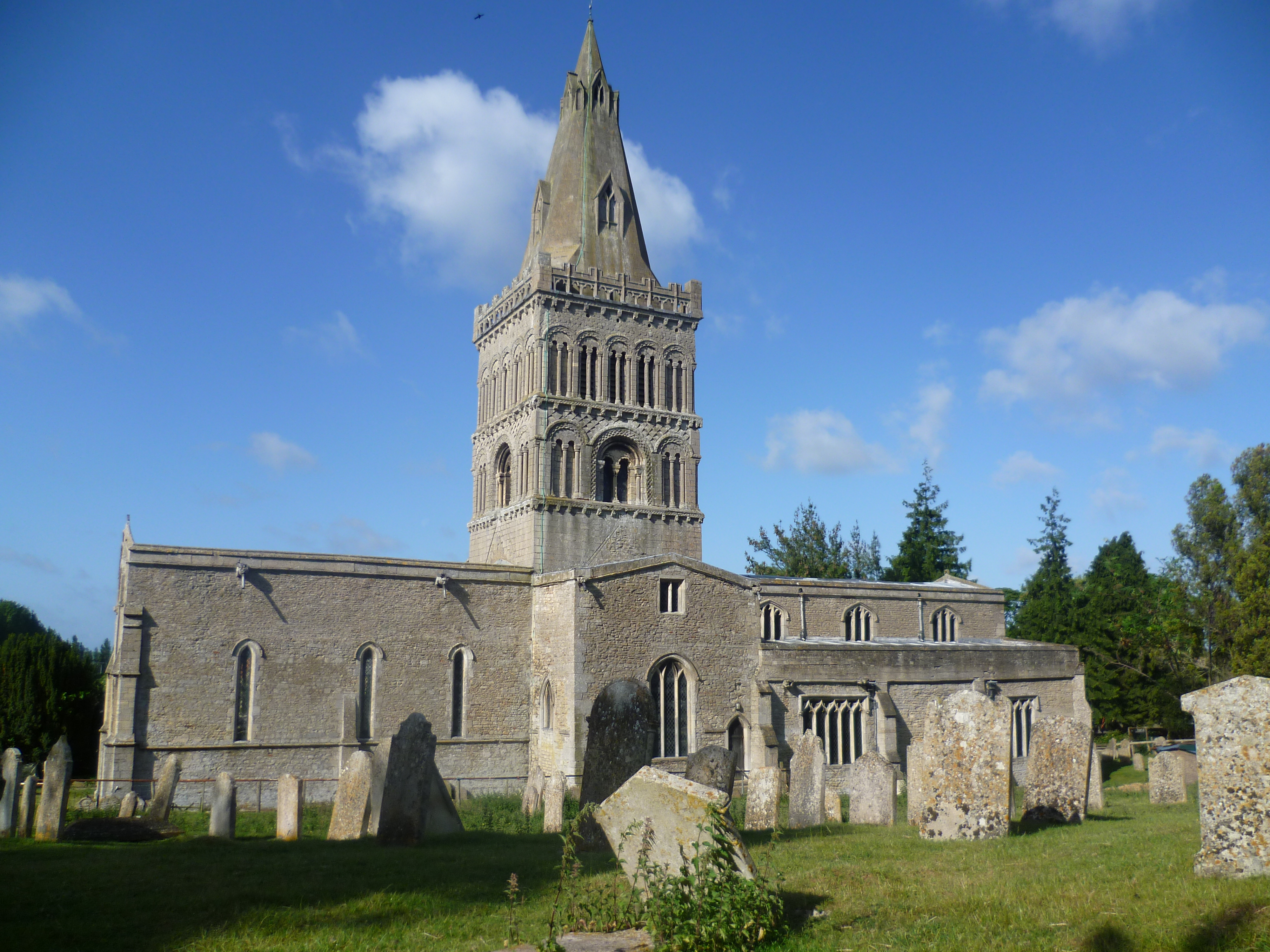
L'église de Castor, dans le Cambridgeshire, est dédiée à Cyneburh, une fille de Penda.

Après la bataille de la Winwæd, la Mercie tombe sous la coupe d'Oswiu, qui place son gendre Peada, le fils de Penda, à la tête du sud du royaume. Son hégémonie est de courte durée : Peada est assassiné dès l'année suivante, et la noblesse mercienne se révolte en 658 pour porter Wulfhere, un autre fils de Penda, sur le trône. Les descendants de Penda continuent à régner sur la Mercie jusqu'en 716, année de la mort de son petit-fils Ceolred. Le pouvoir passe ensuite aux descendants de son frère Eowa.
Penda est le dernier grand roi-guerrier anglo-saxon païen. Après sa mort, les Merciens sont christianisés, à commencer par ses trois fils, Peada, Wulfhere et Æthelred. Ses filles Cyneburh et Cyneswith sont ultérieurement vénérées comme des saintes à Castor, dans le Cambridgeshire, et la légende hagiographique lui attribue même un petit-fils, Rumwold (en), qui n'aurait vécu que trois jours et aurait prêché la foi chrétienne dès sa naissance. D'autres filles de Penda sont mentionnées dans des sources hagiographiques plus tardives : Wilburh, la mère d'Osgyth, et Eadburh.
Au-delà de son paganisme, qui est le trait qui intéresse le plus les chroniqueurs médiévaux comme Bède le Vénérable ou l'auteur de l’Historia Brittonum, les historiens modernes préfèrent mettre l'accent sur son rôle dans le développement de l'hégémonie mercienne sur les Midlands, ainsi que sur son opposition à la puissance northumbrienne. D'après l'historien Frank Stenton, il pourrait avoir empêché la fondation d'un royaume anglais sous domination northumbrienne dès le milieu du VIIe siècle. Le même Stenton évoque Penda en ces termes :

« Il fut lui-même un grand roi combattant, de ceux que l'on honorait le plus dans les sagas germaniques ; le seigneur de nombreux princes, et le meneur d'une grande escorte attirée à ses côtés par ses succès et sa générosité. Ses rapports avec d'autres rois furent sûrement le sujet de nombreuses histoires, mais aucune n'a survécu ; ses guerres ne peuvent être décrites que du point de vue de ses ennemis. »